# Böckten
Böckten (schweizerdeutsch: Böckte oder Bäckte) ist eine politische Gemeinde im Bezirk Sissach des Kantons Basel-Landschaft in der Schweiz.

## Geographie

Historisches Luftbild von Walter Mittelholzer von 1922

Böckten liegt im mittleren Ergolztal zwischen den beiden grössten Nachbardörfern Sissach im Westen und Gelterkinden im Osten. Weitere Nachbargemeinden sind Thürnen und Rickenbach. Böcktens Dorfzentrum liegt auf 385 m ü. M. Bewaldete Gebiete der Gemeinde erstrecken sich bis auf rund 740 Meter.
Das Siedlungsgebiet von Böckten ist im Verlauf der 1980er und 1990er Jahre mit jenem von Gelterkinden zusammengewachsen. Vom Siedlungsgebiet Sissachs ist es nach wie vor deutlich getrennt. Trotz dieser Tatsache ist Böckten administrativ dem Bezirkshauptort Sissach angegliedert, unter anderem in Bezug auf das Schul- und Kirchenwesen. Durch seine Lage direkt zwischen zwei grösseren Dörfern ist Böckten verkehrstechnisch gut an Zentren wie Basel und Liestal angebunden, besser als viele andere Dörfer vergleichbarer Grösse im Kanton.

## Geschichte
Böckten hiess erst Bettinghofen. Dieser Name gehört zu den Sippennamen auf ‑ingen mit nachfolgendem ‑hofen. Der vereinfachte Name Bettinchon wurde zum ersten Mal 1246 dokumentiert, die weitere Simplifizierung hiervon Betkon erstmals 1339. Diese sprachlichen Vereinfachungen entstanden durch das sogenannte «Abschleifen». Darauf folgte später, analog zu Buckten, eine Umstellung der Konsonanten im mündlichen Sprachgebrauch (tk wurde zu kt).
Die früheste lokale Spur ist eine prähistorische befestigte Siedlung auf dem Bischofstein. Im Dorf fand man Relikte aus der Bronzezeit und der Römerzeit, im Junkholz, einem bewaldeten Gebiet, zwei frühmittelalterliche Gräber mit Beigaben. Hof und Dorf Böckten waren im Mittelalter in homburgischem Besitz. Durch die Thiersteiner gelangte Böckten zur Herrschaft Farnsburg. Nach der Eröffnung des Gotthardpasses wurde zur Sicherung des Unteren Hauensteinpasses in der zweiten Hälfte des 13. Jahrhunderts am Kienberg oberhalb von Böckten die Burg Bischofstein erbaut (als Ersatz für die Burg Itkon erbaut und auf dem Gemeindegebiet von Sissach gelegen). 1311 wurde sie Lehen der Herren von Eptingen. Durch das Basler Erdbeben 1356 wurde die Burg Bischofstein stark beschädigt, wie rund vierzig weitere Burgen der Region, jedoch weiterhin bewohnt. 1560 zerfiel die Burg ganz. Mittlerweile ist sie renoviert und im Besitz der Bürgergemeinde Sissach. Sie ist ein beliebtes Ausflugsziel.
Im 14. bis 15. Jahrhundert teilten sich mehrere Herren die grund- und gerichtsherrlichen Rechte in Böckten, unter anderem Henman Offenburg und Wernher Truchsess von Rheinfelden, der 1467 alle Gerichtsrechte über das Dorf der Stadt Basel verkaufte. Danach war Böckten Teil des Farnsburgeramts, ab 1814 des Bezirks Sissach, mit dem es 1832 zum Kanton Basel-Landschaft kam. Vor der Reformation (1528) stand in Böckten eine Galluskapelle. Kern der Siedlung in Böckten war ein Hof, der im 18. Jahrhundert Basler Landsitz, 1836 bis 1954 Bezirksschule war und 1963 abgebrochen wurde. Ursprünglich ein Bauerndorf, erlebte Böckten im späten 18. und im 19. Jahrhundert eine Blüte der Posamenterei. 1856 gab es in Böckten 66 Webstühle. Heute ist Böckten vorwiegend eine Wohngemeinde; die Siedlung dehnt sich der Strasse entlang und am Hang «ob den Reben» aus.

## Wappen
Blasonierung: Fünfmal geteilt von Silber und Blau.
Dies ist das Wappen der Truchsess von Rheinfelden, die bis 1467 Gerichtsrechte in Böckten besassen.

## Bevölkerung
Die kommunale Bevölkerung entwickelte sich wie folgt:
| 1680 | 1798 | 1850 | 1900 | 1950 | 1970 | 1990 | 2000 | 2005 | 2023 |
| ---- | ---- | ---- | ---- | ---- | ---- | ---- | ---- | ---- | ---- |
| 115  | 236  | 316  | 393  | 420  | 556  | 704  | 669  | 754  | 848  |

## Wirtschaft
In Böckten sind diverse Kleinunternehmen und Gewerbebetriebe angesiedelt sowie eine grössere Fabrik des Lebensmittelherstellers Le Patron.

## Verkehr
Obwohl an der Eisenbahnlinie Basel–Olten gelegen, besitzt Böckten keinen Bahnhof. Jedoch liegt der Bahnhof von Gelterkinden nahe der Grenze zu Böckten. Der Bahnhof Sissach liegt etwas weiter entfernt. Dorthin führt eine Buslinie der BLT (Buslinie 105: Böckten–Sissach Bahnhof–Sissach Brüel). Der nächste Autobahnanschluss (an die A2) liegt ebenfalls in Sissach, in rund vier Kilometern Entfernung von Böckten.
Bereits 1891 nahm eine elektrische Trambahn von Sissach nach Gelterkinden ihren Betrieb auf, die Sissach-Gelterkinden-Bahn. Sie besass auch in Böckten eine Haltestelle. Diese Trambahnlinie wurde jedoch schon ein Vierteljahrhundert später, am 8. Januar 1916, mit der Inbetriebnahme der SBB-Hauensteinlinie Basel–Olten überflüssig und daher eingestellt.

## Schule
Böckten besitzt einen Kindergarten (Dauer: 2 Jahre) und eine Primarschule (Schuldauer: 5 Jahre). Die Schulen der Sekundarstufe (Dauer: 4 Jahre) befinden sich in Sissach, wohin die Schüler in der Regel mit dem Fahrrad oder dem öffentlichen Verkehr (Bus) fahren. Die Schulen der tertiären Stufe (wie zum Beispiel das Gymnasium) liegen in der Kantonshauptstadt Liestal und werden in der Regel mit dem Zug erreicht. Die nächstgelegene Universität ist jene Basels.

## Politik
Die kommunale Exekutive, der Gemeinderat, umfasst fünf Mitglieder, welche regelmässig von den Einwohnern gewählt werden und je ein Departement führen.

## Persönlichkeiten
- Lisi Mangold (1950–1986), Schauspielerin

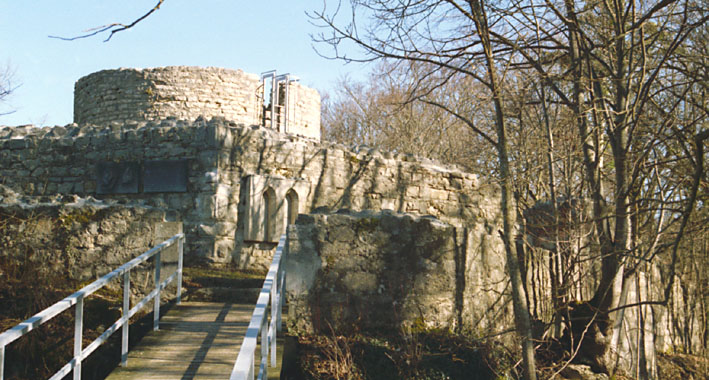
Ruine Bischofstein

## Sehenswürdigkeiten
- Burgruine Bischofstein